# Metaphidippus fimbriatus
Metaphidippus fimbriatus är en spindelart som först beskrevs av Pickard-Cambridge F. 1901.  Metaphidippus fimbriatus ingår i släktet Metaphidippus och familjen hoppspindlar. Inga underarter finns listade i Catalogue of Life.